# 갠지스강돌고래
갠지스강돌고래(Platanista gangetica)는 인도아대륙에서 발견되는 강돌고래의 일종이다. 인도, 네팔, 방글라데시 등 남아시아의 갠지스강과 관련 강에 서식하며, 파키스탄의 인더스강과 인도 북서부의 베아스강에 서식하는 훨씬 작은 인더스강돌고래와 관련이 있다.